# Przejście graniczne Ściborzyce Wielkie-Hněvošice
Przejście graniczne Ściborzyce Wielkie-Hněvošice – polsko–czeskie przejście graniczne małego ruchu granicznego położone w województwie opolskim, w powiecie głubczyckim, w gminie Kietrz, w miejscowości Ściborzyce Wielkie, zlikwidowane w 2007.

## Opis
Przejście graniczne Ściborzyce Wielkie-Hněvošice zostało utworzone w latach 90. XX w. Czynne było codziennie w godz 6.00–22.00. Dopuszczony był ruch pieszych, rowerzystów, motorowerami o pojemności skokowej silnika do 50 cm³ i transportem rolniczym. Odprawę graniczną i celną wykonywały organy Straży Granicznej. Doraźnie kontrolę graniczną i celną osób, towarów oraz środków transportu wykonywała Strażnica SG w Kietrzu.
Do przejścia granicznego można było dojechać drogą wojewódzką nr 420, za miejscowością Dzierżysław, zjazd na Rozumice, Ściborzyce Wielkie ul. Opavską do granicy państwowej z Republiką Czeską.
21 grudnia 2007 na mocy układu z Schengen przejście graniczne zostało zlikwidowane.

### Przejście graniczne z Czechosłowacją
W okresie istnienia Czechosłowackiej Republiki Socjalistycznej funkcjonowało w tym miejscu polsko-czechosłowackie przejście graniczne małego ruchu granicznego Ściborzyce Wielkie-Hněvošice – II kategorii. Zostało utworzone 13 kwietnia 1960. Czynne było w okresie 15 marca–30 listopada w godz. 7.00–17.00. Dopuszczony był ruch osób i środków transportu na podstawie przepustek w związku z użytkowaniem gruntów. Odprawę graniczną i celną wykonywały organy Wojsk Ochrony Pogranicza. Kontrolę graniczną i celną osób, towarów oraz środków transportu wykonywała Strażnica WOP Ściborzyce.

## Galeria

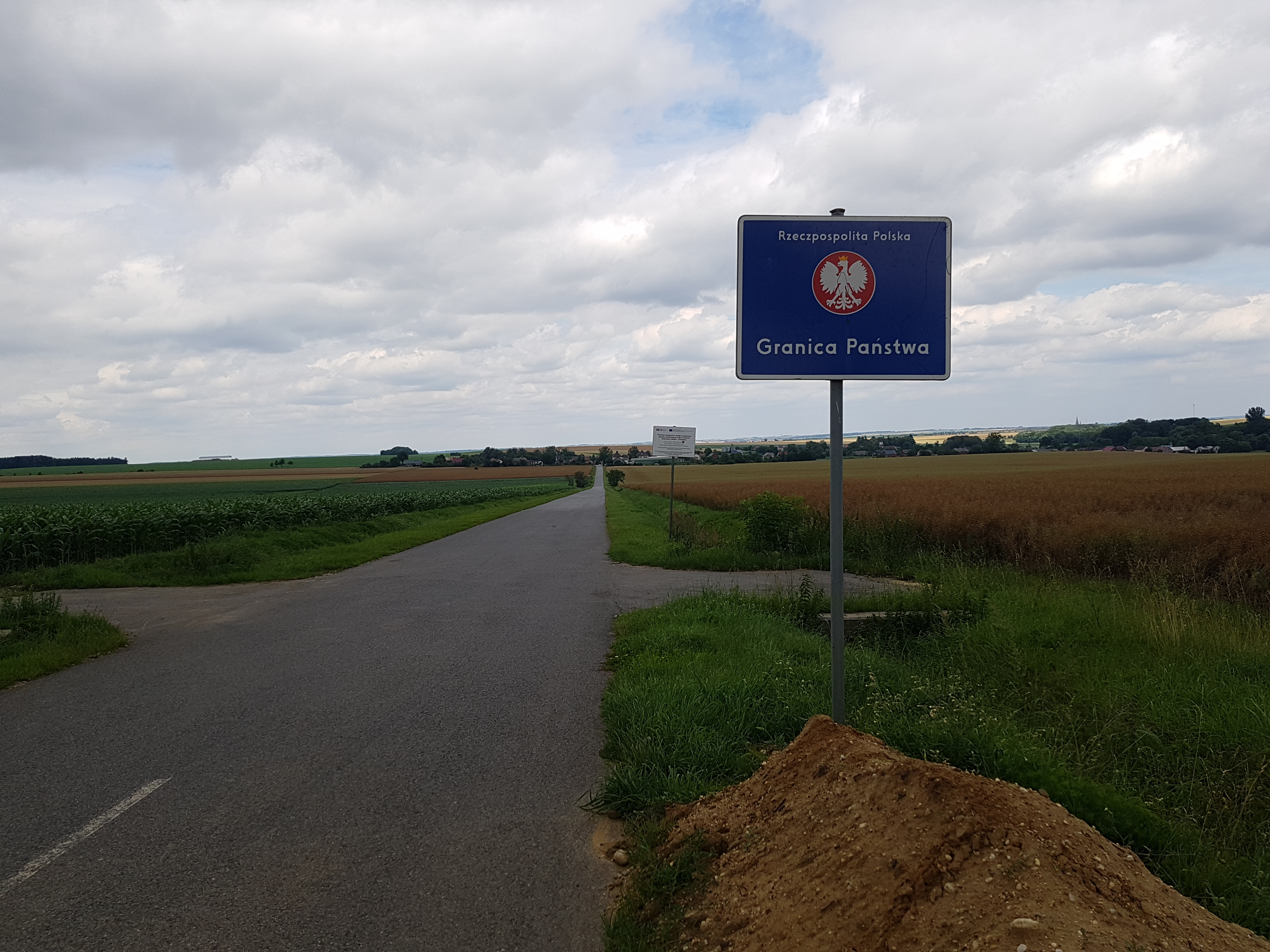
Widok od strony polskiej (lipiec 2020)
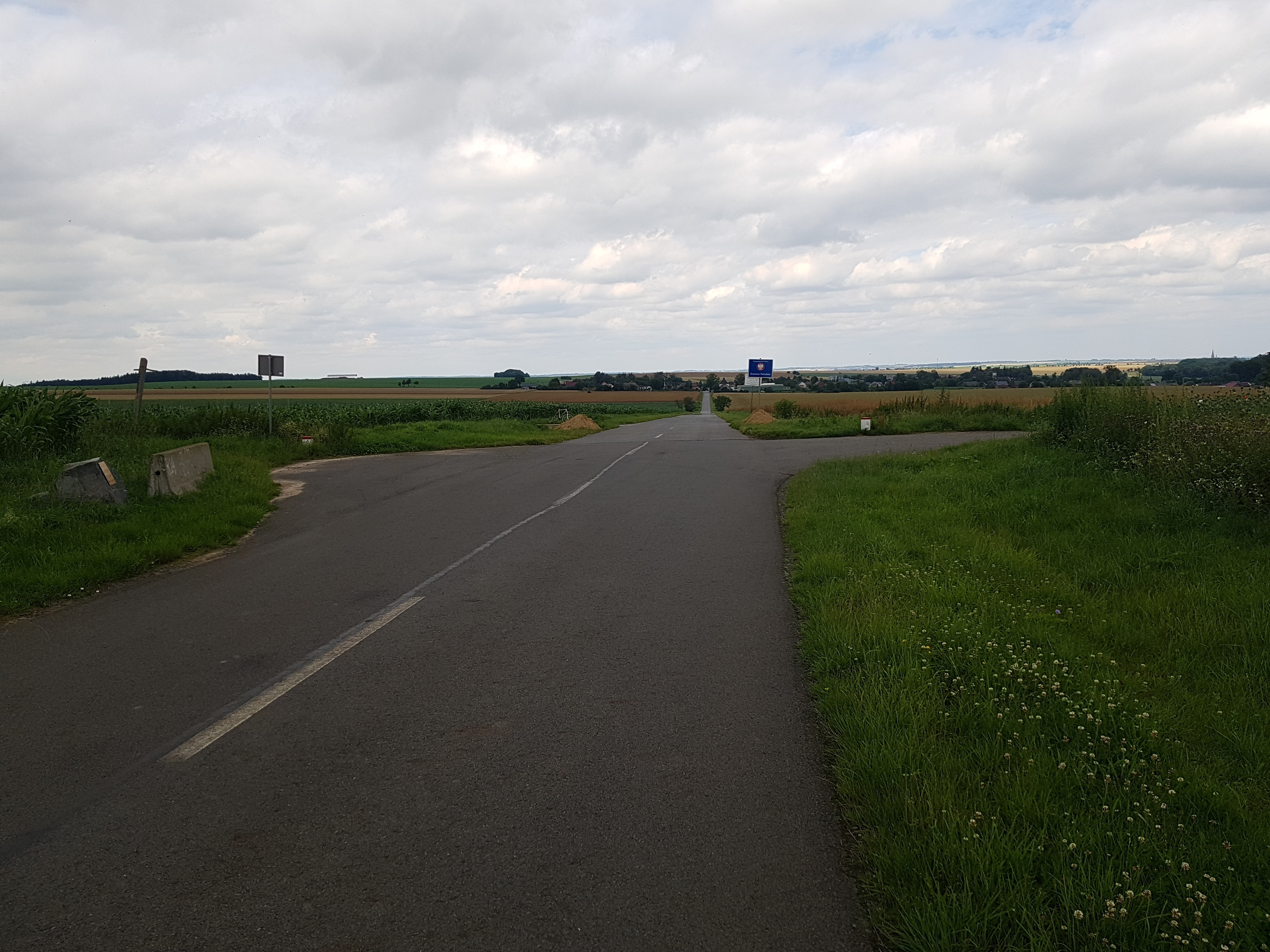
Widok od strony polskiej (lipiec 2020)
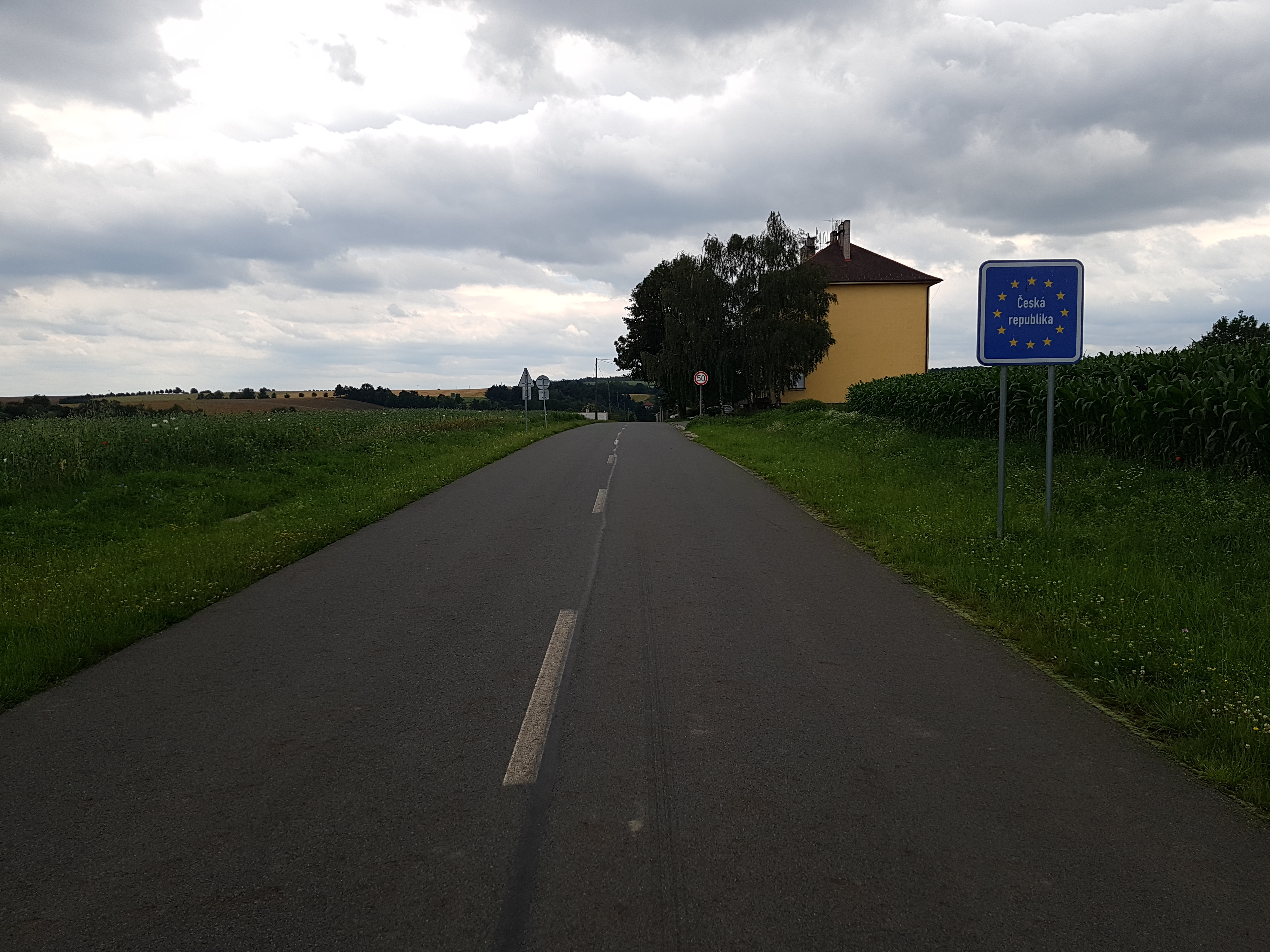
Widok od strony polskiej (lipiec 2020)